# DR P2
DR P2 (DR Program 2) est une station de radio publique danoise appartenant au groupe DR, entièrement consacrée à la musique classique et au jazz.
L'antenne de DR P2 est occupée essentiellement par des émissions consacrées à la musique classique, à la musique symphonique, à la musique de chambre et au jazz. La station retransmet également ponctuellement, en direct ou en différé, des concerts ou des festivals. L'information n'est pas absente de la grille des programmes, la station diffusant plusieurs éditions du Radioavis (bulletin d'information), toutes les heures en matinée, et de façon plus espacée en fin de journée. 
DR P2 est disponible en modulation de fréquence (FM) sur l'ensemble du territoire danois, ainsi que par satellite, en Digital Audio Broadcasting ou encore sur internet.

## Histoire
En 1951, la radio voit le jour sous le nom de Statsradiofonien P2 (Second programme de la Radiodiffusion d'État). Elle prend le nom DR P2 en 1959.
En 2002 a été accordé à DR l'autorisation de diffuser P2 sur la radio numérique terrestre du Danemark jusqu'à mars 2009. À la suite du prolongement du droit de diffusion jusqu'à fin 2010, le groupe décida de renommer la station DR P2 Klassisk, nom qu'elle conservera jusqu'en 2013, année où elle redevient DR P2.

## Identité visuelle

Logo de DR P2 de 2007 à 2009.
Logo de DR P2 Klassisk de 2009 à 2013.
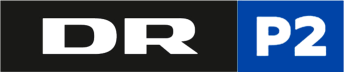
Logo de DR P2 de 2013 à 2017.
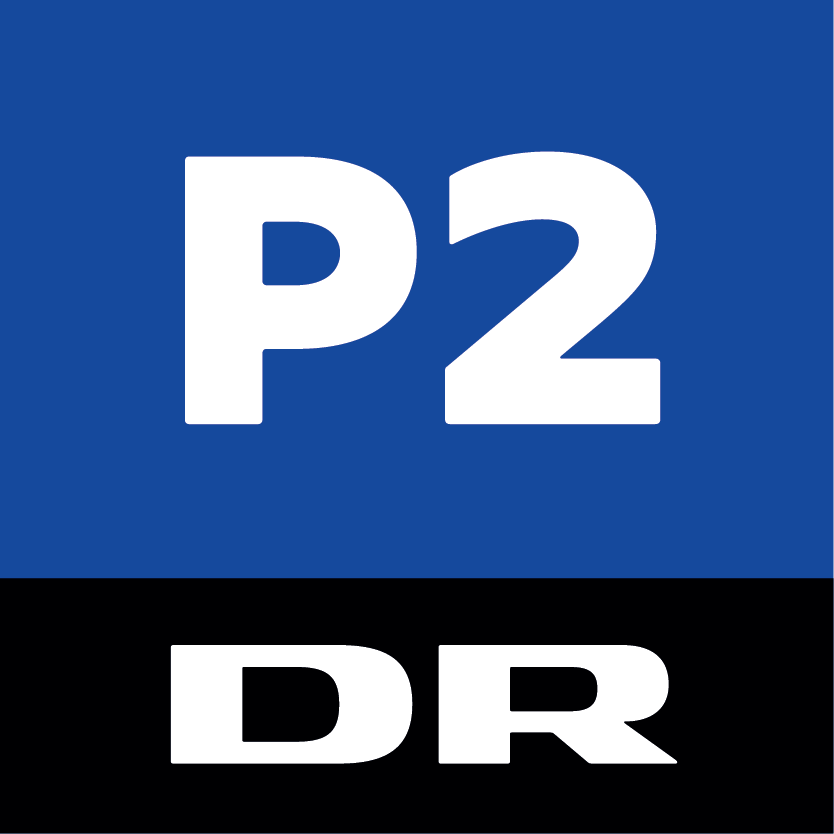
Logo de DR P2 de 2017 au 2 janvier 2020.
Logo de DR P2 depuis le 2 janvier 2020.

## Annexe